# Ex Machina (film)
Ex Machina (stiliserat som EX_MACHINA) är en brittisk science fiction-thrillerfilm från 2015. Filmen är regissören Alex Garlands debutfilm och medverkas av bland andra Domhnall Gleeson, Alicia Vikander och Oscar Isaac.
Filmen handlar om en programmerare som blir inbjuden till sin arbetsgivare, en excentrisk miljardär, för att utföra ett avancerat Turingtest på en android som har artificiell intelligens. 
Vid Oscarsgalan 2016 vann filmen pris för Bästa specialeffekter.

## Rollista
- Domhnall Gleeson som Caleb
- Alicia Vikander som Ava
- Oscar Isaac som Nathan
- Sonoya Mizuno som Kyoko
- Symara A. Templeman som Jasmine
- Elina Alminas som Amber

## Lansering
Filmen hade brittisk biopremiär den 21 januari 2015, och amerikansk premiär den 10 april samma år. I april 2015 annonserade SF Bio att filmen inte kommer att ha någon svensk biopremiär, med motiveringen "Orsaken till att den inte går upp på bio är en sammanlagd bedömning baserad bland annat på filmens kvalitet och potential för att hålla för en biografvisning". I Sverige släpptes filmen istället direkt på DVD.